# آتسوشی ای
آتسوشی ای (انگلیسی: Atsushi Ii; ۱ ژانویهٔ ۱۹۳۹ – ۲۱ مارس ۲۰۲۰) صداپیشگی در ژاپن، و بازیگر اهل ژاپن بود.